# Fronte dell'Indipendenza per il Libero Stato Giuliano
Il Fronte dell'Indipendenza per il Libero Stato Giuliano è stato un partito politico sorto a Trieste alla fine della Seconda guerra mondiale che proponeva la creazione di uno Stato neutrale e indipendente nella regione Giulia. I suoi ideatori furono Carlo Tolloy, Carlo Varni, Teodoro Sporer e Mario Giampiccoli e le loro idee erano espresse nei giornali Trieste-Sera, la quale era la testata edita direttamente dal partito, e nel Il Corriere di Trieste.
L'idea non era nuova ed era stata proposta da Valentino Pittoni, capo dei socialisti di Trieste, al congresso socialista internazionale di Trieste nel 1905. Nel 1915, l'Italia chiese all'Austria-Ungheria, in cambio della sua neutralità, la creazione di uno Stato libero di Trieste e nel 1918, lo stesso Pittoni propose nel parlamento austriaco che Trieste fosse trasformata in uno Stato neutrale sotto protezione internazionale.

Con l'entrata in vigore del Trattato di Pace che creava il Territorio Libero di Trieste il 15 settembre 1947, il movimento sostenne l'effettiva costituzione dello Stato con la nomina del governatore da parte del Consiglio di sicurezza delle Nazioni Unite. Nel 1956, già sotto amministrazione italiana, Fronte e Blocco Triestino si unirono e formarono l'Unione Triestina per concorrere alle elezioni amministrative di quell'anno. La lista fu però esclusa per via di un cavillo burocratico ed il movimento indipendentista fu così privato dei suoi rappresentanti.

## Risultati elettorali
| Elezione            | Voti   | %    | Seggi  |
| ------------------- | ------ | ---- | ------ |
| Amministrative 1949 | 11 476 | 6,83 | 4 / 60 |
| Amministrative 1952 | 22 516 | 12,5 | 5 / 60 |